# Xenija Eduardowna Saizewa
Xenija Eduardowna Saizewa (russisch Ксения Эдуардовна Зайцева; englische Schreibweise Ksenia Zaytseva; * 13. September 2004 in Chimki) ist eine russische Tennisspielerin.

## Karriere
Saizewa begann mit fünf Jahren das Tennisspielen und spielt vor allem bei Turnieren der ITF Women’s World Tennis Tour, wo sie bisher einen Titel im Einzel und vier im Doppel gewinnen konnte.
2019 besiegte Zaytseva die Schweizerin Sebastianna Scilipoti beim Tennis Europe Junior Masters U16 und wurde Meisterin. Zaytseva wurde 2019 von Tennis Europe zur Spielerin des Jahres in der U16-Kategorie gewählt.
2021 erreichte sie als Qualifikantin das Hauptfeld im Juniorinneneinzel von Wimbledon, wo sie mit einem 6:3 und 6:3-Sieg über Lola Radivojević die zweite Runde erreichte, dort aber mit 6:75 und 3:6 gegen Ashlyn Krueger verlor. Im Juniorinnendoppel erreichte sie zusammen mit Jelena Pridankina das Viertelfinale.
2022 erreichte sie zu Jahresbeginn bei den Australian Open im Juniorinneneinzel das Achtelfinale, ebenso wie im Juniorinnendoppel an der Seite ihrer Partnerin Yaroslava Bartashevich. Bei den French Open schied sie im Juniorinneneinzel nach einer 6:2, 4:6 und 4:6-Niederlage gegen Sarah Iliev bereits in der ersten Runde aus. Im Juniorinnendoppel erreichte sie mit Partnerin [[]] das Halbfinale. In Wimbledon konnte sie 2022 nicht starten, da wegen des russischen Angriffskriegs auf die Ukraine russische Tennisspielerinnen und Tennisspieler von dem Wettbewerb ausgeschlossen waren. Bei den US Open verlor sie im Juniorinneneinzel mit 5:7 und 3:6 gegen Mia Kupres ebenso wie im Juniorinnendoppel an der Seite von Yaroslava Bartashevich bereits in der ersten Runde.
2023 spielte sie im Oktober ihr erstes Turnier auf der WTA Tour. Sie besiegte in der ersten Runde der Qualifikation der Hana Bank Korea Open Bethanie Mattek-Sands mit 2:6, 7:5 und 6:4, ehe sie in der zweiten Qualifikationsrunde dann gegen Sachia Vickery mit 6:710, 6:2 und 2:6 verlor.
2024 gewann sie im Januar zusammen mit Anna Sisková ihr erstes mit 50.000 US-Dollar dotierte ITF-Turnier in Nonthaburi, im April zusammen mit Julie Štruplová den Titel beim mit 35.000 US-Dollar dotierten ITF-Turnier in Hammamet.

## Turniersiege

### Einzel
| Nr. | Datum         | Turnier | Kategorie | Belag | Finalgegnerin     | Ergebnis |
| --- | ------------- | ------- | --------- | ----- | ----------------- | -------- |
| 1.  | 10. März 2024 | Iraklio | ITF W15   | Sand  | Klaudija Bubelytė | 6:0, 7:5 |

### Doppel
| Nr. | Datum           | Turnier    | Kategorie | Belag     | Partnerin        | Finalgegnerinnen                    | Ergebnis         |
| --- | --------------- | ---------- | --------- | --------- | ---------------- | ----------------------------------- | ---------------- |
| 1.  | 13. Januar 2024 | Nonthaburi | ITF W50   | Hartplatz | Anna Sisková     | Maja Chwalińska Yūki Naitō          | 7:5, 7?:6        |
| 2.  | 20. April 2024  | Hammamet   | ITF W35   | Sand      | Julie Štruplová  | María Herazo González Kaylah McPhee | 4:6, 6:4, [10:4] |
| 3.  | 29. März 2025   | Bujumbura  | ITF W50   | Sand      | Chelsea Fontenel | Demi Tran Lian Tran                 | 4:6, 6:1, [11:9] |
| 4.  | 10. Mai 2025    | Lopota     | ITF W50   | Hartplatz | Kira Pawlowa     | Warwara Panschina Darja Selinskaja  | 6:4, 4:6, [10:7] |